# 임득의 초상
임득의 초상(林得義 肖像)은 충청남도 홍성군에 있는, 조선 중기의 무신인 임득의(林得義, 1558-1612)의 초상화이다. 2010년 7월 30일 충청남도의 유형문화재 제203호로 지정되었다.

## 개요
임득의(林得義, 1558-1612)는 조선 중기의 무신으로 자는 자방(子房)이고 본관은 평택이다. 1596년에 일어난 이몽학(李夢鶴)의 반란을 평정한 공으로 1604년(선조 37) 청난공신(淸難功臣) 3등에 책록되었고, 충청수우후(忠淸水虞侯)와 경상우도병마절도사를 역임하였다. <임득의 영정>은 가전(家傳)되어 왔다.

## 참고 자료
- 임득의 초상 - 국가유산청 국가유산포털